# Eumacronychia borregoensis
Eumacronychia borregoensis är en tvåvingeart som beskrevs av Henry J. Reinhard 1965. Eumacronychia borregoensis ingår i släktet Eumacronychia och familjen köttflugor. Inga underarter finns listade i Catalogue of Life.